# Лиса Гора (Єльниківський район)
Ли́са Гора (рос. Лысая Гора, ерз. Лысая Гора) — село у складі Єльниківського району Мордовії, Росія. Входить до складу Новодівиченського сільського поселення.
Населення — 6 осіб (2010; 21 у 2002).
Національний склад (станом на 2002 рік):
- росіяни — 90 %